# Maglóca
Maglóca là một thị trấn thuộc hạt Győr-Moson-Sopron, Hungary. Thị trấn này có diện tích 5,77 km², dân số năm 2010 là 85 người, mật độ 15 người/km².